# Харди, Мозес
Мозес Харди (англ. Moses Hardy; 6 января 1894 года — 7 декабря 2006 года) — американский долгожитель. Он был последним живущим чернокожим ветераном Первой мировой войны и одним из последних живущих американских ветеранов этой войны. На момент его смерти, в возрасте 112 лет, он был признан старейшим мужчиной, когда-либо зарегистрированным в Миссисипи, и вторым старейшим живущим мужчиной в мире.

## Биография

### Ранняя жизнь
Харди родился в Абердине, штат Миссисипи в 1894 году. Его родителями являлись Моррис Харди, родившийся в 1840-х годах, и Нэнси Харди, которые были бывшими рабами. После Гражданской войны его родители приобрели 265 акров (1,07 км²) земли в Миссисипи у индейца Чикасо за доллар. Семья Харди была глубоко религиозной, и Мозес позже рассказывал, что Исход 20:12, который учил почитать своих родителей, был его любимым библейским отрывком. Харди женился на женщине по имени Фанни Маршалл, от которой у него родилось восемь детей.

### Служба
Служба Харди во Франции длилась год (с июля 1918 по июль 1919 года) и включала тридцать девять боевых дней. Будучи афроамериканцем, он служил в отдельной армейской части 805-й Пионерской пехоты, которой командовали белые офицеры. Хотя цель подразделения состояла в том, чтобы обеспечить поддержку инженерных полков, это было также пехотное подразделение, которое было оборудовано для борьбы в случае необходимости. Группа выполняла разгрузки грузов с судов, а также задачи ручного труда, такие как приготовление пищи и организация захоронений. Экипировка Харди была вооружена исключительно винтовками, а не стандартными пулемётами. После войны подразделение Харди отвечало за уборку полей сражений и захоронение мёртвых.
Сам Харди признавался семье, что был "напуган до смерти", когда впервые приехал в заграницу, но считал, что солдат кормили чем-то, чтобы сделать их храбрыми, что он называл "храбрыми таблетками". После непродолжительного пребывания в армии он утверждал, что не боится ничего из того, что испытывал с тех пор. 
Он вспоминал много случаев, связанных с едой и питьём, например, как он привык пить зелёную воду из фляг и есть хардтаки, которые, как он обнаружил, были удивительно наполнены. Харди также был свидетелем того, как многие из его друзей были убиты в бою, и полагался на свою веру в Бога, чтобы пройти через самые трудные времена.
Харди часто выступал в роли разведчика, который помогал доставлять припасы войскам на линии фронта. 25 сентября 1918 года он присутствовал на реке Маас во время ипритовой атаки. В какой-то момент войны он получил травму колена. Когда его спрашивали об опыте заграницей, Харди редко говорил о самих боях и предпочитал говорить о местной погоде.

### Последующие годы
После службы он получил медаль Победы, профессиональную медаль Национальной гвардии Миссисипской армии, почётное увольнение и французский орден Почётного легиона. В 1999 году, когда ему было 105 лет, законодательное собрание Миссисипи приняло резолюцию, признающую его выдающимся гражданином Миссисипи. В то время он был известен как старейший из ныне живущих ветеранов Первой мировой войны, так как Эмилиано Меркадо дель Торо ещё не был обнаружен. Харди дал интервью Treehouse Productions в 2006 году в рамках проекта Living History, посвящённого последним живущим ветеранам Первой мировой войны, который был организован Уолтером Кронкайтом. Из-за того, что Мозес не мог говорить связно, его сын Хейвуд Харди, которому было 80 лет, вспоминал некоторые из историй, которые его отец рассказал ему.
Харди не участвовал во Второй мировой войне и вместо этого водил школьный автобус, занимался фермерством и продавал косметику до своей пенсии. По сообщениям, он продолжал торговать в течение нескольких лет после своего столетия, даже прибегая к телефонным продажам, когда его дети спрятали ключи от его Chevrolet Caprice 1972 года.
Его сын утверждал, что примерно за четыре года до смерти его отец был достаточно здоров, чтобы каждый день водить машину. Долголетие Харди также приписывалось ежедневной еде, которая состояла из капусты, кукурузного хлеба, сливочного молока, картофеля и Dr Pepper, а также тому факту, что он никогда в жизни не пил алкоголя и не курил. Ещё за несколько лет до смерти Харди утверждал, что он никогда не принимал лекарств, так как они только делали его слабее. Харди жил самостоятельно до 2004 года, когда его ноги ослабли, и он не мог больше ходить. Он был помещён в дом отдыха, но всё ещё мог прокормить себя и наблюдать за шоу Опры Уинфри.
На момент своей смерти он был старейшим живущим ветераном боевых действий в Соединённых Штатах, самым старым мужчиной, когда-либо зарегистрированным в Миссисипи, и пережил по крайней мере трёх из своих восьми детей. Сообщалось, что у него было несколько десятков внуков и правнуков. Он также был признан шестым старейшим живущим человеком в мире и вторым старейшим мужчиной. Хотя он страдал лёгкой деменцией в последние годы, Харди, как сообщается, был полностью в сознании в течение последних дней и умер по естественным причинам.